# با رن نفر
كان النبيل المصري با رن نفر مستشارًا مقربًا من أخناتون قبل توليه العرش، وخدم لاحقًا كخادمه الملكي، وهو منصب جعله على اتصال وثيق بالملك. تضمنت ألقابه "حامل كأس الملك"، "غاسل يدي الملك"، "كبير الحرفيين"، و"مراقب جميع الأعمال في قصر آتون". كان له دور كبير في فرض "الأسلوب العمارني" في العمارة.

## المقابر
تم بناء مقبرتين لبا رن نفر، إحداهما غير مكتملة في طيبة (المرقمة حاليا TT188)، والتي كانت سابقة على إنشاء مقابر الصخور في العمارنة لكن في نفس طرازها. تؤكد نقوش في هذه المقبرة أنه كان يجب دفع المستحقات لجميع الآلهة، على الرغم من أن آتون كان يُعامل بشكل تفضيلي. كما تُظهر المقبرة بعض التغييرات في الرؤية العالمية التي حدثت في عهد أمنحتب الثالث وأخناتون، مثل الروح الملكية أو الـكا الملكية، التي كانت مجسمة وأصبحت أكثر تجريدًا، وهو تطور بلغ ذروته في التخلي التام عن التمثيلات المجسمة للكا في أخيتاتون.
بنى مقبرة ثانية (مقبرة العمارنة رقم 7) في أخت آتون، ضمن مجموعة المقابر الجنوبية، حيث يظهر وهو يكافأ من قبل أخناتون بالعديد من أطواق الذهب.

## قراءة إضافية
- ريدفورد، سوزان (2022). مقبرة با رن نفر (مقبرة طيبة 188). يونيفرسيتي بارك (بنسلفانيا): آيزنبرونس. ISBN:9781646021925.